# Edouard Tsimba Ngoma
Edouard Tsimba Ngoma CICM (* 11. April 1957 in Boma, Demokratische Republik Kongo) ist ein kongolesischer römisch-katholischer Ordensgeistlicher und Weihbischof in Kinshasa.

## Leben
Edouard Tsimba Ngoma besuchte das Knabenseminar in Mbata-Kiela und trat anschließend in Kinshasa als Postulant der Ordensgemeinschaft der Scheut-Missionare bei. Er studierte Philosophie an der Jesuitenhochschule in Kimwenza und war anschließend für einen Missionseinsatz in Haiti. Das Theologiestudium absolvierte er in Port au Prince. Im Februar 1989 legte er in Haiti die ewige Profess ab und empfing am 13. August desselben Jahres das Sakrament der Priesterweihe.
Bis 1991 war er in Haiti in der Pfarrseelsorge und Berufungspastoral tätig. Von 1991 bis 1993 absolvierte er ein Aufbaustudium in Spiritualität am Institut für religiöse Bildung in St. Louis. Von 1993 bis 1999 war er Novizenmeister, Ausbildungsverantwortlicher seiner Ordensgemeinschaft und Vizepräsident der Ausbildung für das geweihte Leben in Haiti. Von 1999 bis 2005 gehörte er dem Generalrat seines Ordens an und war anschließend bis 2011 Generalsuperior der Scheut-Missionare. Von 2006 bis 2009 war er außerdem Präsident der Vereinigung der Generaloberen der Missionsorden (SEDOS). Von 2011 bis 2020 war er Regens des interdiözesanen Priesterseminars in Bangui und ab 2021 als Missionar in Belgien tätig. Im Bistum Lüttich war er seither Bischofsvikar für das geweihte Leben.
Papst Franziskus ernannte ihn am 15. Juli 2023 zum Titularbischof von Igilgili und zum Weihbischof in Kinshasa. Der Erzbischof von Kinshasa, Fridolin Kardinal Ambongo Besungu OFMCap, spendete ihm am 9. September desselben Jahres die Bischofsweihe. Mitkonsekratoren waren der emeritierte Bischof von Boma, Cyprien Mbuka CICM, und der Bischof von Idiofa, José Moko Ekanga PSS.